# توماس ر. فيليبس
توماس ر. فيليبس (بالإنجليزية: Thomas R. Phillips)‏ هو قاضي ومحامي أمريكي، ولد في 23 أكتوبر 1949 في دالاس في الولايات المتحدة.